# Армія Візантії
Військо́ва спра́ва Візантії́ — одна з найважливіших частин візантійської культури. Особливості військової справи у Візантійській імперії залежали від загального розвитку візантійського суспільства і одночасно візантійська армія та візантійська військова думка були спадкоємцями пізньоантичних військових традицій. Ця спадкоємність виражалася, як в організації та озброєнні військ, так і в розробці стратегії і тактики. Вдночас військова організація мала весь час знаходити відповідь на нові військові виклики через те, що Візантійська імперія впродовж більшої частини своєї історії знаходилась у стані війни. Спадкоємність по відношенню до античної традиції та деякі інші особливості дозволяли візантійській армії бути однією з наймогутніших у Європі впродовж довгого часу.

## Організація візантійського війська
Протягом всієї історії Візантії організація її війська зазнала багатьох змін, що були наслідком розвитку як суспільних відносин, так і відповіддю на виклики, які ставили перед нею різноманітні зовнішні та внутрішні загрози. На початку візантійської історії військова організація була спадкоємною по відношенню до військової організації пізньої Римської імперії. Довгий час (прибл. до VII ст.) зберігався римський поділ на легіони.
Але класичним періодом в історії візантійського війська вважається період від VII ст. і до падіння Константинополя в 1204 році. Хоча протягом цього періоду відбувалися різноманітні зміни в формуванні та організації армії, але залишалося достатньо стабільне організаційне ядро. Загальний поділ армії, крім флоту, був приблизно таким:
- Катафракти (важка кіннота)
- Легка кіннота
- Важка піхота (скутати)
- Легка піхота (псіли)

До Х ст. основою військового набору були стратіотське ополчення та фемна система. Але поступово вони вступають в період кризи і на перші ролі виступають тяжкоозброєні катафракти (хоча кіннота завжди грала основну роль у візантійській армії), для озброєння яких потрібні були набагато більші кошти і, зрештою, поступово (до ХІІ ст.) оформлюється проніарна система.
Очолював військо при фемній системі стратиг, що одночасно очолював і фему, як адміністративну одиницю. При розкладі фемної системи стратиг стає фактично просто головою фортечного гарнізону, а фема перетворюється на в першу чергу адміністративну одиницю на чолі з дукою. Після стратига вищу ланку командування складали мерархи і турмархи, середню — друнгарії, коміти та кентархи, а нищу — декархи, пентархи і тетрархи. Загальна кількість архонтів (еквів. офіцерів) у фемному війську середньої чисельності (бл. 4 тис. осіб) становила 1346 осіб. Але кількість командного складу не була постійною: командувачі призначались на посаду перед кожною кампанією. Були різноманітні спеціальні посади і звання — бандофори (знаменоносці), букинатори (трубачі) тощо.
Крім військового командування своїх посадовців мала також фемна канцелярія. Це були коміт когорти, доместик феми, протонотарій, хартуларій та претор. Претор мав право, як суддя, апеляції до самого імператора.

### Катафракти
Катафрактами (грец. κατάφρακτος) у візантійській армії називались важкоозброєні кінні воїни, які з'явились під впливом східної, найбільше парфійської, важкої кінноти і вели своє походження від пізньоримських клібанаріїв. Спершу так називались самі обладунки важкої кінноти і поступово ця назва переходить на самих воїнів. Катафракти поділялися на нумери (іноді арифми або банди) — підрозділи в 300–400 кавалеристів, що є еквівалентом сучасного батальйону. Стандартним видом строю була візантійська фаланга, при якій катафракти вишиковувались у 8-10 шеренг в глибину, або, якщо армія була достатньо сильною — у 4 шеренги. Така стройова тактика дозволяла переконати противника у великій чисельності війська, хоча і була більш пристосованою для піхоти. Іншою формою строю катафрактів був клин, який використовувався при лобовій атаці. Кількість шеренг в такому строю була такою ж, як і у фаланзі, але кількість воїнів мала зростати в кожному новому ряду: в першому ряду було по 25 катафрактів, в другому — 30, в третьому — 35, в четвертому — 40 і в кожному наступному більше на 10 ніж у попередньому. Перші трі ряди були озброєні луками та піками, а всі останні піками та щитами.

### Важка піхота
Візантійська піхота майже порівну ділилась на два види — важку й легку.
Важкі піхотинці, скутати, називалися так за назвою щита — скутума. Важкоозброєний скутат був удягнений у пластинчастий лямелярний панцир (клабініон) і шолом, а його зброєю були важкий меч-спата, довгий спис, однолезовий меч-парамеріон. Загони відрізнялися кольором накидки, щита і пучка кінського волосся на шоломі